# آلاخوئلا
آلاخوئلا (به لاتین: Alajuela) یک شهر در کاستاریکا است که در استان آلاخوئلا واقع شده‌است.

## خصوصیات
آلاخوئلا ۸٫۸۸ کیلومترمربع مساحت و ۴۲٬۹۷۵ نفر جمعیت دارد.

## نگارخانه

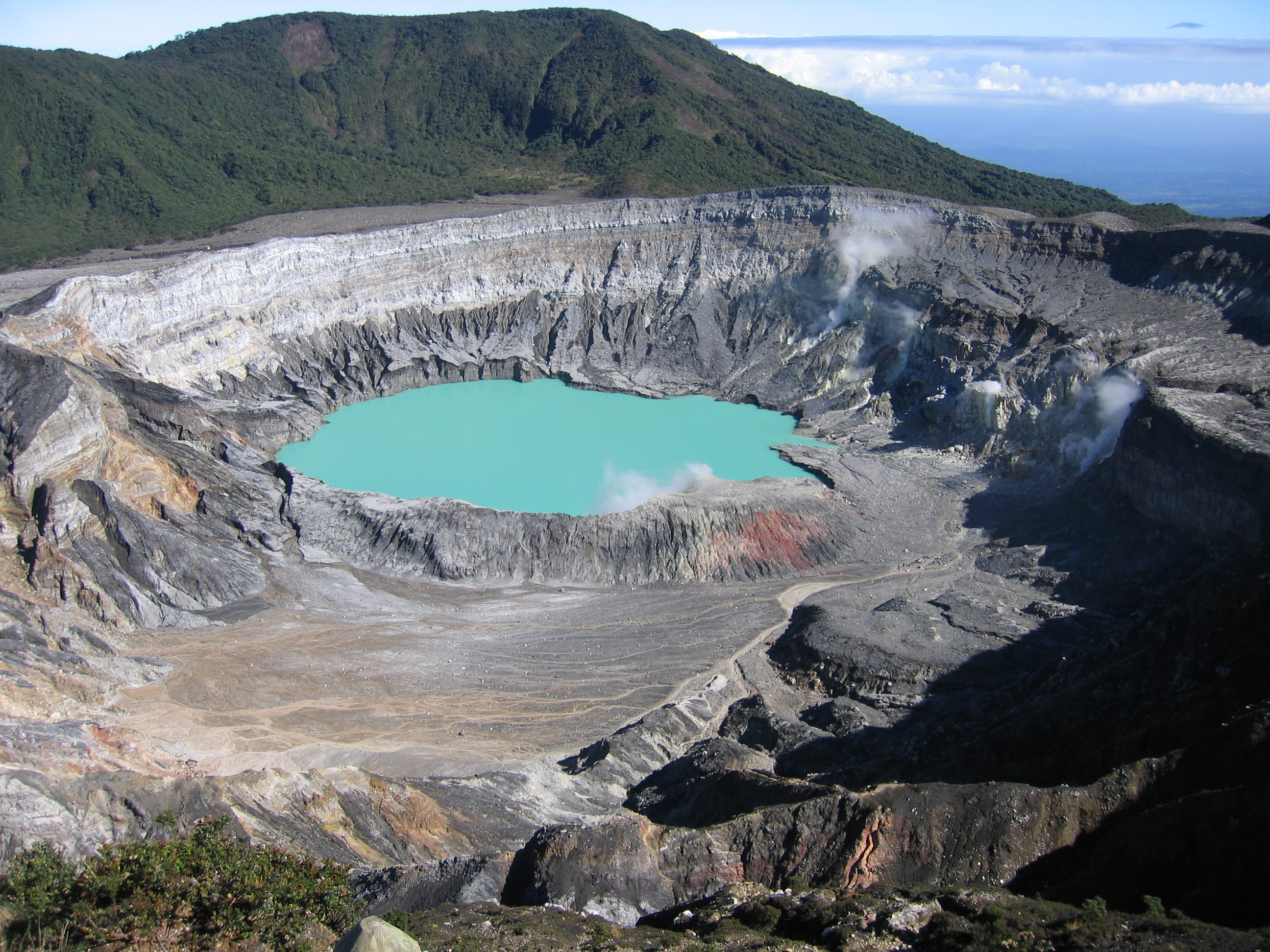
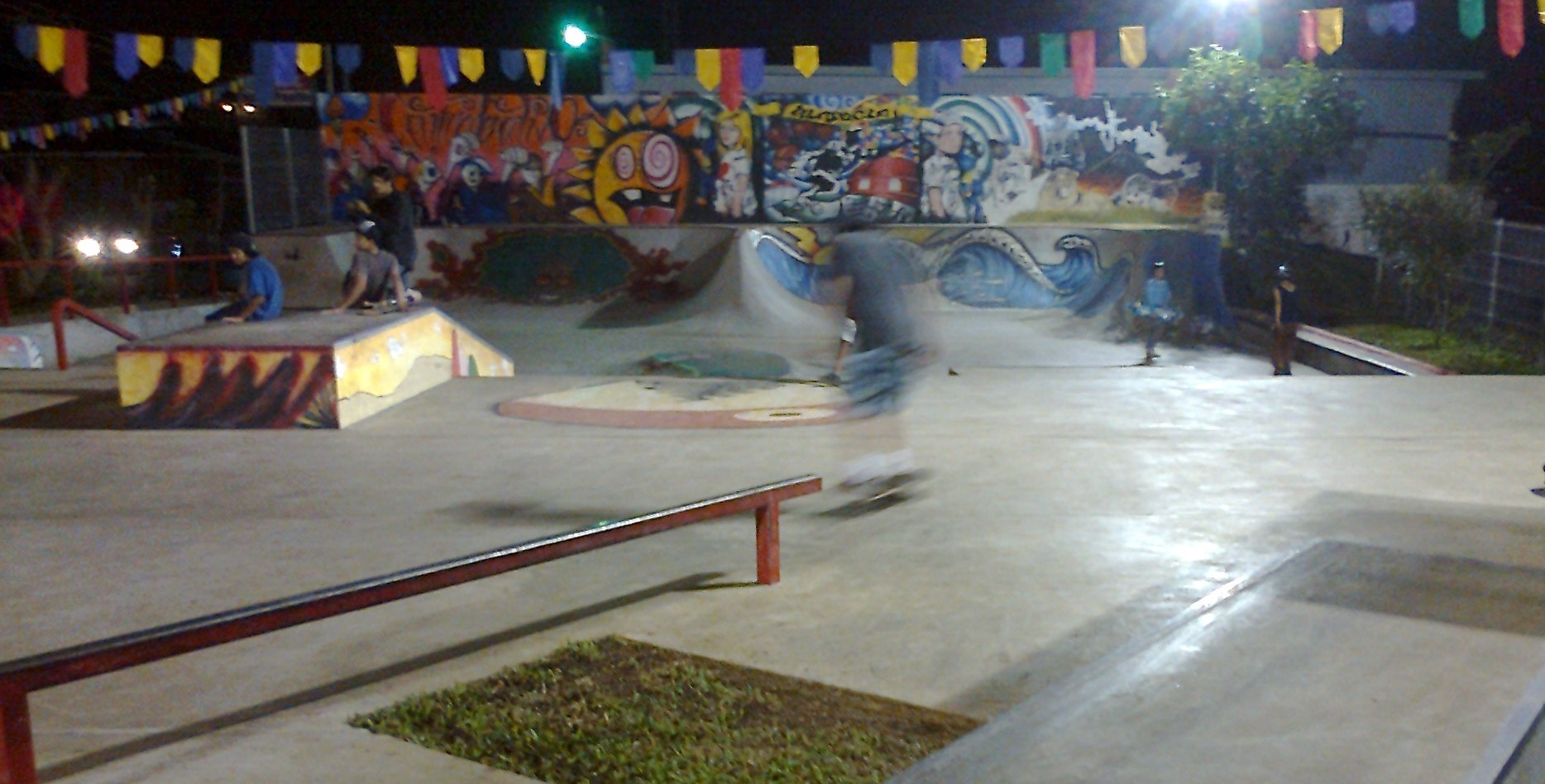